# ميرسيا دوبريسكو
ميرسيا دوبريسكو (بالرومانية: Mircea Dobrescu)‏ (5 سبتمبر 1930 – 6 أغسطس 2015) هو ملاكم روماني راحل، مثّل بلاده في الألعاب الأولمبية الصيفية في دورات 1952 و1956 و1960.

## روابط خارجية
ميرسيا دوبريسكو على موقع بوكس ريك (الإنجليزية) (registration required)
- ميرسيا دوبريسكو على موقع أوليمبيديا (الإنجليزية)